# Harry H. Corbett
Harry H. Corbett OBE (Rangum, 28 de fevereiro de 1925 - Hastings, 21 de março de 1982) foi um ator e comediante inglês.

## Vida pessoal
Corbett casou-se duas vezes, primeiro com a atriz Sheila Steafel (de 1958 a 1964), e depois com Maureen Blott (de 1969 a 1982), com quem teve dois filhos, Jonathan e Susannah. Susannah é atriz e autora, e escreveu uma biografia de seu pai, Harry H. Corbett: The Front Legs of the Cow, que foi publicada em março de 2012. Steafel publicou sua autobiografia When Harry Met Sheila em 2010.
Corbett era militante do Partido Trabalhista e foi nomeado Oficial da Ordem do Império Britânico (OBE) em 1 de janeiro de 1976.

## Morte
Corbett morreu de ataque cardíaco em 21 de março de 1982 em Hastings, East Sussex. Ele tinha 57 anos.